# Caitlin Stasey
Pour l’article homonyme, voir Stasey.
Caitlin Stasey est une actrice et chanteuse australienne née le 1er mai 1990 à Melbourne, surtout connue pour le rôle de Rachel Kinski dans Les Voisins ainsi que pour le rôle de Lady Kenna dans la série Reign.

## Biographie
Caitlin est née à Melbourne en Australie où elle a été élevée avec sa jeune sœur Victoria. Ses parents sont David et Sally.
Elle a fréquenté l'école Star of the Sea College (en) à Brighton. En 2000, à l'âge de 10 ans, elle voyage dans le monde en tant que membre de la Australian Girls Choir (et) et a pris part au ré-enregistrement de I Still Call Australia Home (en) de Peter Allen pour la compagnie aérienne Qantas.

### Carrière
Elle a joué Francesca Thomas dans la série pour enfant Pyjama party. Elle fait un bref retour dans la série en 2006.
Après un an d'étude et de participation à des auditions, le directeur de casting Jan Russ (en) la choisit pour le rôle de Rachel Kinski pour la série télévisée Les Voisins. Le premier épisode est diffusé le 18 août 2005. Caitlin quitte la Star of the Sea College (en) mais continue à étudier grâce à un programme d'étude à distance. En septembre 2008, Stasey annonce dans une interview de Herald Sun qu'elle quittera la série Les Voisins dans les semaines à venir afin de pouvoir se concentrer un maximum sur ses examens (Victorian Certificate of Education (en)).
Son rôle dans le film Demain, quand la guerre a commencé lui permet de percer. Le film est une adaptation du roman pour adolescents du même nom dans lequel Caitlin a joué la protagoniste principale Ellie Linton.
Elle est apparue en 2013 sur The CW dans le rôle de Lady Kenna dans la série américaine Reign : Le Destin d'une reine.
Elle obtient un rôle récurrent dans la série Please Like Me où elle interprète le rôle de Claire.
Elle est la créatrice du site Herself dédié au corps féminin. Le site propose de longues interviews de dizaines d'inconnues qui répondent à des questions sur leurs corps, leurs sexualités, leurs vies en tant que femme etc. Le tout accompagné de photos de nue ou ces femmes affichent leurs corps dit imparfaits selon les critères de beauté. Caitlin est la première à avoir répondu à cette série de questions et à s’être laissée prendre en photo dans le plus simple appareil. Elle a expliqué sa démarche au DailyLife : « Je veux aider à démystifier le sexe féminin, aider à effacer toute la convoitise qui l’entoure, et à changer la vision qu’on a de lui. Aujourd’hui, on considère que la sexualité d’une femme est entièrement liée à son physique, et que pour une femme apparaître nue dans une publicité est forcément un acte sexuel et non pour elle-même. [...] Je pense que notre meilleure arme contre le body shaming et les critiques c’est la désacralisation et l’exposition de toutes les formes de corps féminins ».
Le 22 février 2016, Caitlin est choisie pour le rôle d'Ada Hamilton dans la série APB.

### Vie privée
Bien qu'elle se définisse officiellement comme lesbienne, elle n'aime pas les étiquettes. Elle dit être heureuse d'être fluide et d'être honnête,.
De 2014 à 2020, elle est en relation avec l'acteur Lucas Neff. Ils se marient en janvier 2016 mais se séparent par la suite.
Elle est actuellement en couple avec Erin Murphy-Muscatelli.
Elle vit actuellement à Los Angeles.

## Filmographie

### Cinéma
- 2009 : Spring Breakdown : Judy (non crédité)
- 2010 : Demain, quand la guerre a commencé : Ellie Linton
- 2010 : J.A.W. : Eve (court-métrage)
- 2013 : Evidence : Rachel
- 2013 : All Cheerleaders Die : Maddy Killian
- 2014 : I, Frankenstein : Keziah
- 2014 : Chu and Blossom : Cherry Swade
- 2014 : L'Envie d'Aimer (en) : Trinity[7]
- 2016 : Fear, Inc. (en) : Lindsey Gains
- 2016 : All I Need (Wake in Fear) : Chloe
- 2018 : Summer Days, Summer Nights (en) d'Edward Burns : Suzy Denner
- 2018 : The Girl in the Bathtub : Julia Law
- 2019 : Kindred Spirits : Sadie
- 2019 : Horse Latitudes : Tom
- 2019 : Somebody Like You : Kate Miller
- 2021 : Summer Days, Summer Nights : Suzy Denner
- 2022 :  Smile  : Laura Weaver

### Télévision

#### Séries télévisées
- 2003 : Pyjama party : Francesca "Frankie" Thomas (27 épisodes)
- 2005 - 2009 : Les Voisins : Rachel Kinski (285 épisodes)
- 2013 - 2015 : Reign : Le Destin d'une reine : Lady Kenna (saison 1 et 2, 44 épisodes)
- 2013 : Please Like Me : Claire (21 épisodes)
- 2017 : APB : Ada Hamilton (12 épisodes)
- 2018 : For the People : Agent Anya Oms (3 épisodes)
- 2023 : Class of '07 : Saskia

#### Émissions
- 2006 : Australia's Brainiest Kid (en) : elle-même
- 2007 : The 2007 TV Week Logie Awards (en) : elle-même
- 2010 : The 7PM Project (en) : elle-même
- 2010 : Stefan & Craig: Slightly Live : elle-même
- 2010 : Good News Week (en) : elle-même
- 2010 : Inside Film Awards : elle-même
- 2012 : Talkin' 'Bout Your Generation (en) : elle-même
- 2015 : The Weekly with Charlie Pickering (en) : elle-même

## Voix françaises
En France, Alexia Papineschi double régulièrement Caitlin Stasey depuis 2013.
En France
| - Alexia Papineschi dans (les séries télévisées) : - Reign : Le Destin d'une reine - APB : Alerte d'urgence - L'Île fantastique - Class of '07 Et aussi - Dorothée Pousséo dans : Demain, quand la guerre a commencé - Barbara Beretta dans For the People (série télévisée) - Lou Viguier dans Smile |

## Distinctions

### Nominations
- 2006 : British Soap Award : Meilleur nouveau talent pour Les Voisins[9].

### Récompenses
- 2010 : Inside Film Award : Meilleure actrice pour Demain, quand la guerre a commencé[10].